# Wolds Top
Wolds Top, connu aussi comme Normanby Hill ou Normanby Top, est le point le plus élevé des Wolds du Lincolnshire et de tout le comté du Lincolnshire. Il est marqué par un poste de triangulation au nord du village de Normanby le Wold. Son altitude est environ 168 mètres.

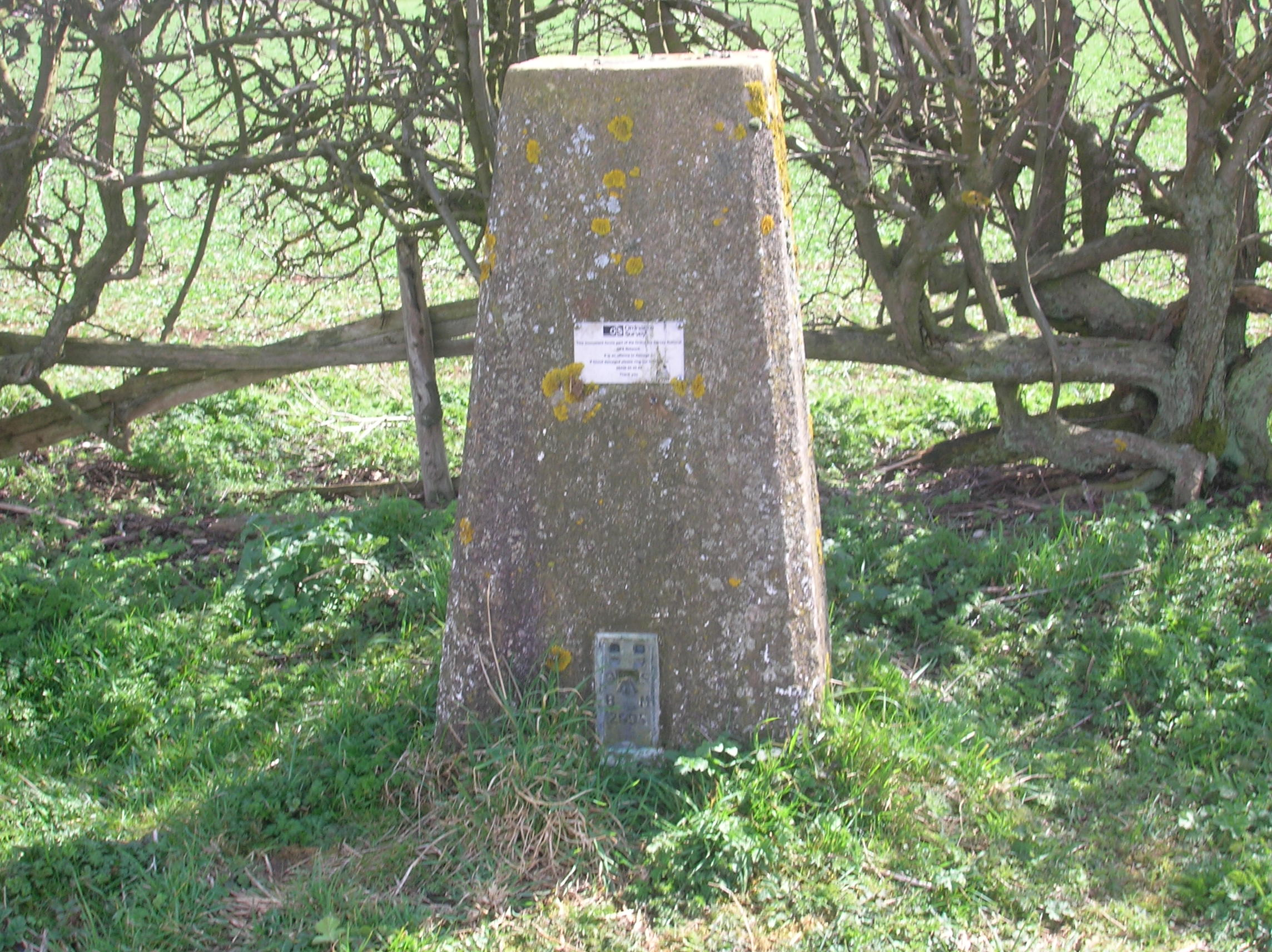
Poste de triangulation sur Wolds Top.

Wolds Top est situé dans l’AONB des Wolds du Lincolnshire. Avec une prominence de 162 m, c'est aussi un marilyn. Une station radar est située près du sommet. Le sentier de randonnée Viking Way passe à proximité sur une route secondaire.